# Bramerton
Bramerton is een civil parish in het bestuurlijke gebied South Norfolk, in het Engelse graafschap Norfolk met 301 inwoners.